# هان شو
هان شو (بالصينية: 韩旭) (21 أبريل 1988 بداليان في الصين - ) هو لاعب كرة قدم صيني في مركز الوسط. لعب مع Dalian Transcendence F.C. ‏ وشاوكسينج كيكياو يوجيا.

## وصلات خارجية
- هان شو على موقع قاعدة بيانات كرة القدم.إي يو (الإنجليزية)
- هان شو على موقع Soccerway.com (الإنجليزية)